# قطعنامه ۳۲۸ شورای امنیت
قطعنامه ۳۲۸ شورای امنیت سازمان ملل متحد که در تاریخ ۱۰ مارس ۱۹۷۳ تصویب شد، سندی بین‌المللی دربارهٔ رودزیای جنوبی است. این قطعنامه طی نشست ۱٬۶۹۴ام با ۱۳ موافق،۰ مخالف و۲ ممتنع تصویب شد.